# Département de Tintane

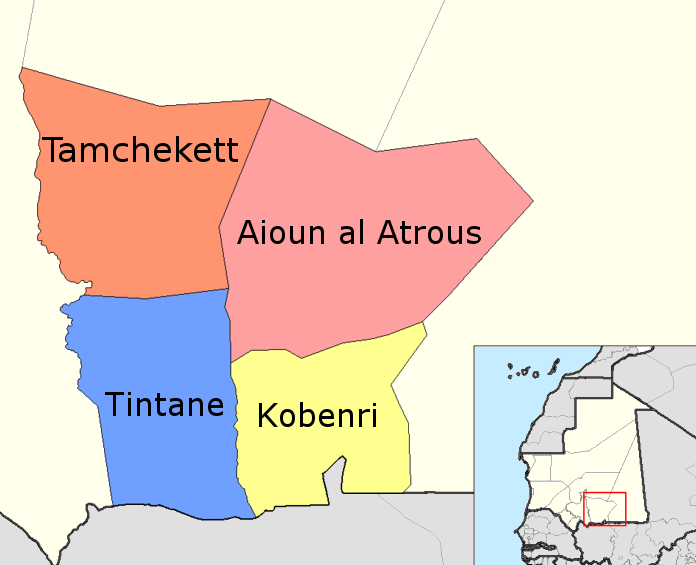
Les départements de Hodh El Gharbi : Tintane au sud-ouest

Le département de Tintane est l'un des quatre départements (appelés officiellement Moughataa) de la région de Hodh El Gharbi en Mauritanie.

## Liste des communes du département
Le département de Tintane est constitué de huit communes :
- Aweinatt Thall
- Aïn Farba
- Devaa
- Egharghar
- Hassi Abdallah
- Lehreijat
- Tintane
- Touil

En 2000, l'ensemble de la population du département de Tintane regroupe un total de 63 683 habitants (29 804 hommes et 33 879 femmes).